# Блокгауз

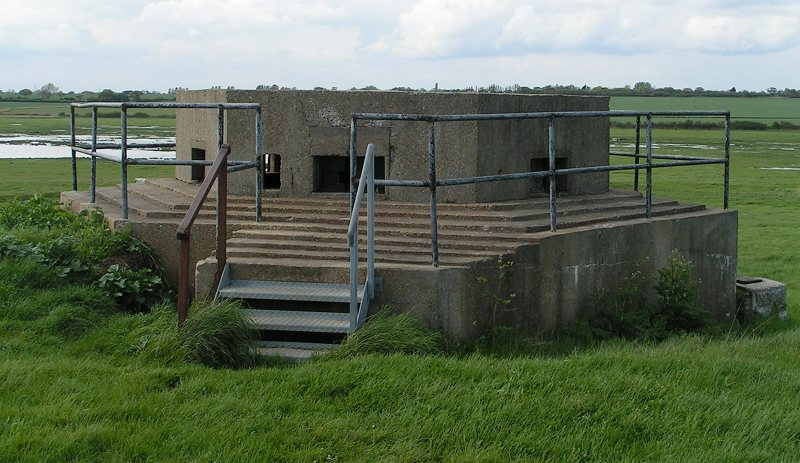
Блокгауз на східному узбережжі Англії. Частина оборонних споруд часів Другої світової війни (сходи і поручні — сучасні прибудови).

Блокга́уз (нім. Blockhaus, «дім з колод») — фортифікаційна споруда, призначена для ведення кругового рушничного і артилерійського вогню, а також проживання гарнізону. Будується з дерева, каменю, бетону, сталі, інколи із застосуванням броні. Для ведення вогню оснащуються амбразурами. Широко використовувались у Другій англо-бурській війні 1899–1902, Першій і Другій світових війнах, переважно для прикриття залізничних мостів, оборони міст, у лісисто-болотистій і гірській місцевостях, а також як елемент системи довготривалих укріплень.